# Josef Schlotthauer
Josef Schlotthauer (Monaco di Baviera, 14 marzo 1789 – Monaco di Baviera, 15 giugno 1869) è stato un pittore tedesco.
Schlotthauer frequentò l'Accademia di Monaco di Baviera. Nel 1819 diventò assistente di Peter von Cornelius nello svolgimento delle sue composizioni nella Gliptoteca di Monaco di Baviera. In questa occasione Schlotthauer ebbe l'opportunità di apprendere la maggior parte delle sue nozioni sulla tecnica dell'affresco. Dopo aver visitato l'Italia nel 1830, divenne professore di pittura all'Accademia di Monaco di Baviera.
Pubblicò come litografia una copia della Danza della Morte di Hans Holbein il Giovane (53 pagine con testo, Monaco di Baviera 1832). Nel 1846 insieme a Johann Nepomuk von Fuchs inventò la stereocromia. Come insegnante Schlotthauer svolse un'attività influente, ma artisticamente fu poco produttivo. Le sue opere risentono dell'influenza dei Nazareni.